# 雙心坐標系

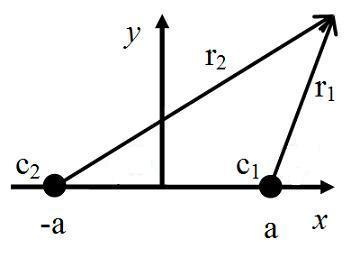
雙心坐標系

在數學裏，雙心坐標系（英語：Two-center bipolar coordinates）是一種二維坐標系統。它有兩個固定的心點，C1 與 C2 。任何平面上的一個點與兩個心點之間的距離分別為這個點的兩個坐標。在黑洞的二體碰撞問題裏，採用雙心坐標系，可以很精緻地表達黑洞的軌道。

## 直角座標系
從直角坐標 {\displaystyle (x,\ y)} 變換到雙心坐標 {\displaystyle (r_{1},\ r_{2})} ：
{\displaystyle x={\frac {r_{1}^{2}-r_{2}^{2}}{4a}}} 、
{\displaystyle y=\pm {\frac {1}{4a}}{\sqrt {16a^{2}r_{1}^{2}-(r_{1}^{2}-r_{2}^{2}+4a^{2})^{2}}}} ；

直角座標系與極坐標系

其中，雙心坐標系的兩個心點的坐標分別為{\displaystyle (-a,\ 0)} 與 {\displaystyle (+a,\ 0)} 。

## 極坐標系
從極坐標 {\displaystyle (r,\ \theta )} 變換到雙心坐標 {\displaystyle (r_{1},\ r_{2})} ：
{\displaystyle r={\sqrt {\frac {r_{1}^{2}+r_{2}^{2}-2a^{2}}{2}}}} 、
{\displaystyle \theta =\arctan \left[{\frac {\sqrt {8a^{2}(r_{1}^{2}+r_{2}^{2}-2a^{2})-(r_{1}^{2}-r_{2}^{2})^{2}}}{r_{1}^{2}-r_{2}^{2}}}\right]} 。